# Conus cuneolus
Espèce
Statut de conservation UICN

 EN B1ab(iii)+2ab(iii) : En danger
Conus cuneolus est une espèce de mollusques gastéropodes marins de la famille des Conidae.
Comme toutes les espèces du genre Conus, ces escargots sont prédateurs et venimeux. Ils sont capables de « piquer » les humains et doivent donc être manipulés avec précaution, voire pas du tout.

## Description
La taille de la coquille varie entre 17 mm et 33 mm. La coquille est brièvement turbinée, large à l'épaule, et quelque peu gonflée. Sa couleur est marron ou chocolat, avec de petites maculations blanches, formant une bande obscure à l'épaule, et une autre sous le milieu, ainsi que quelque peu dispersées sur le reste de la surface, y compris la spire convexe.

## Distribution
Cette espèce est présente dans l'océan Atlantique au large des Cap-Vert, où elle est limitée à la partie sud-ouest de l'île de Sal. 

### Niveau de risque d’extinction de l’espèce
Selon l'analyse de l'UICN réalisée en 2011 pour la définition du niveau de risque d'extinction, cette espèce est considérée comme étant en danger B1ab(iii)+2ab(iii), car elle se trouve dans une aire de répartition restreinte qui est actuellement en train de changer en raison de la construction d'une importante infrastructure touristique. On a observé que la population de cette espèce est en déclin, et elle est également très restreinte dans son aire de répartition, puisqu'on ne la trouve qu'à trois endroits le long d'un seul tronçon de côte de seulement 30 km. Il existe un petit niveau d'exploitation pour le commerce des coquilles, mais la plupart des coquilles proviennent de collections historiques. De futures actions de conservation dans l'aire de répartition sont nécessaires pour réduire l'impact des développements sur les tendances futures de la population de cette espèce.

## Taxonomie

### Publication originale
L'espèce Conus cuneolus a été décrite pour la première fois en 1843 par l'éditeur et naturaliste britannique Lovell Augustus Reeve (1814-1865) dans la publication intitulée « Conchologia Iconica, or, illustrations of the shells of molluscous animals »,.

### Synonymes
- Africonus anthonyi Petuch, 1975 · non accepté
- Africonus bernardinoi T. Cossignani, 2014 · non accepté
- Africonus cuneolus (Reeve, 1843) · appellation alternative
- Africonus fontonae (Rolán & Trovão, 1990) · non accepté
- Africonus mordeirae (Rolán & Trovão, 1990) · non accepté
- Africonus pseudocuneolus (Röckel, Rolán & Monteiro, 1980) · non accepté
- Africonus serranegrae (Rolán, 1990) · non accepté
- Conus (Lautoconus) anthonyi (Petuch, 1975) · non accepté
- Conus (Lautoconus) bernardinoi (T. Cossignani, 2014) · non accepté
- Conus (Lautoconus) cuneolus Reeve, 1843 · non accepté
- Conus (Lautoconus) fontonae Rolán & Trovão, 1990 · non accepté
- Conus (Lautoconus) mordeirae Rolán & Trovão, 1990 · non accepté
- Conus (Lautoconus) pseudocuneolus Röckel, Rolán & Monteiro, 1980 · non accepté
- Conus (Lautoconus) serranegrae Rolán, 1990 · non accepté
- Conus anthonyi (Petuch, 1975) · non accepté
- Conus bernardinoi (T. Cossignani, 2014) · non accepté
- Conus fontonae Rolán & Trovão, 1990 · non accepté
- Conus mordeirae Rolán & Trovão, 1990 · non accepté

## Identifiants taxonomiques
Chaque taxon catalogué par les bases de données biologiques et taxonomiques possède un identifiant qui permet d'établir un point de référence. Les identifiants de Conus cuneolus dans les principales bases sont les suivants :
BOLD : 901925 - CoL : XX95 - GBIF : 5728297 - iNaturalist : 150327 - IRMNG : 10833371 - TAXREF : 153726 - UICN : 192403 - WoRMS : 224821